# Francis Delaram

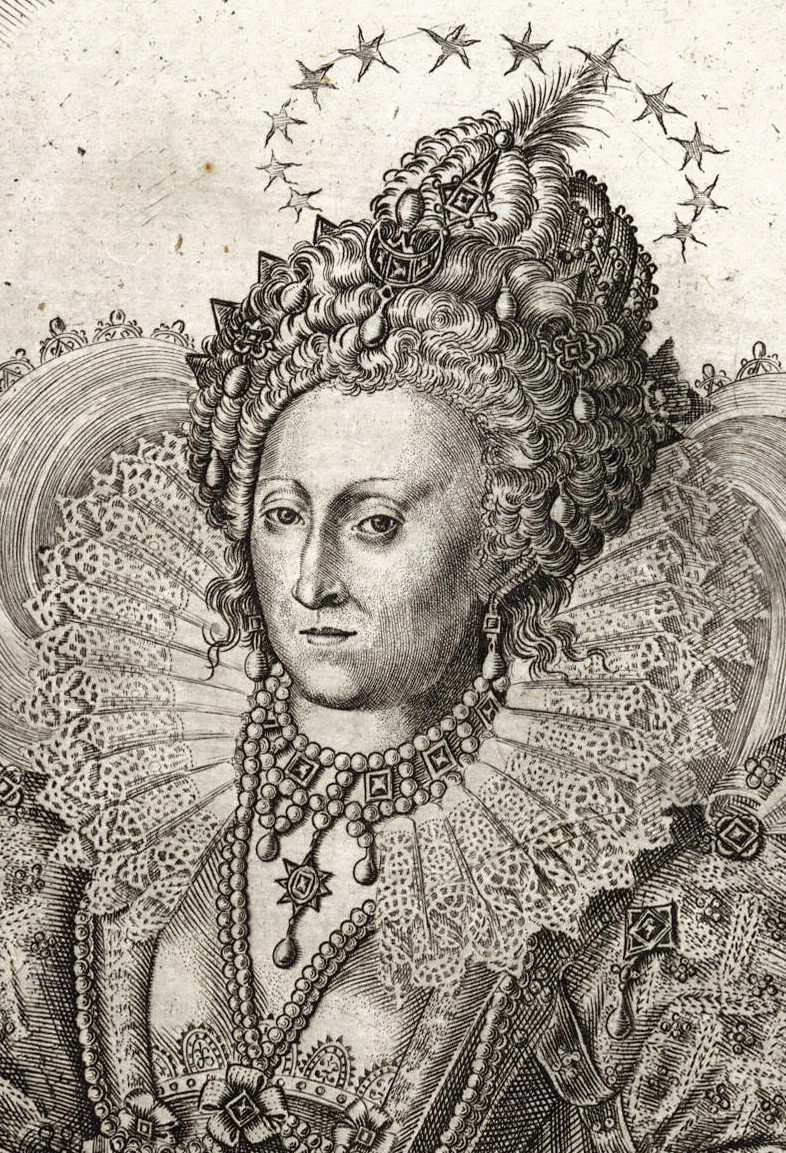
Fragment d'un portrait d'Élisabeth Ire d'Angleterre, gravées par Delaram d'après un original de Nicholas Hilliard.

Francis Delaram, né vers 1590 et mort en 1627, est un graveur anglais actif de 1615 à sa mort,,

## Biographie
Francis Delaram a laissé une importante collection de portraits gravés, de paysages et d'illustrations de livres (plus précisément Historie de William Camden), mais sa vie est pratiquement inconnue. Selon Sidney Colvin, Francis Delaram est très probablement né en Flandre. Les réjouissances folkloriques des chérubins musicaux qui ornent les estampes de Francis Delaram témoignent de la forte influence de l'École flamande. Francis Delaram pourrait avoir été formé par Cornelis Boel, qui a illustré la première édition de la Bible du roi Jacques (1611). L'exécution de l'arrière-plan est mauvaise dans le portrait de Francis Delaram de Charles Ier d'Angleterre.
Malcolm Charles Salaman et Aymer Vallance notent que les portraits masculins de Francis Delaram se distinguent par leur « maîtrise du caractère » mais que « lorsqu'il essaye les beautés de la Cour, il est loin de justifier leur réputation »,. Malcolm Charles Salaman a écrit que la « vitalité de [ses] admirables estampes » est une indication forte que ses portraits de Mathias de l'Obel, George Wither et Horace Vere sont tirés de la vie. Ses portraits d'Élisabeth Ire, cependant, ont été réalisés d'après des peintures originales de Nicholas Hilliard, qui a expressément autorisé l'une des estampes.